# Richard Manetti

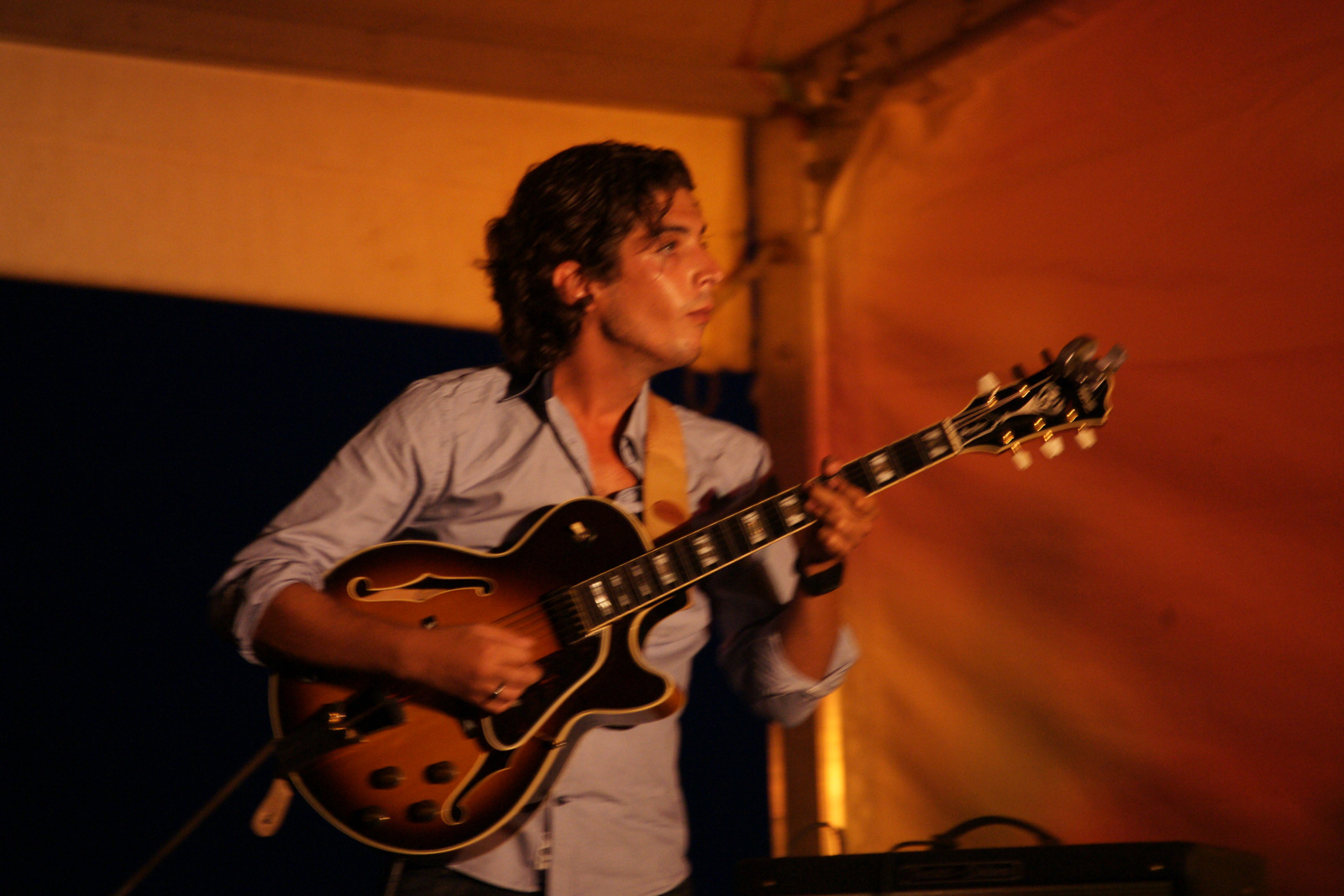
Richard Manetti bei einem Auftritt in Saint-Paul-de-Vence, 2012

Richard Manetti (* 1986 in Bezons als Richard Leguidcoq) ist ein französischer Jazzgitarrist, der sich stilistisch zwischen traditionellem Gypsy-Jazz und Spielweisen des Modern Jazz bewegt.

## Leben und Wirken
Richard Manetti, ein Sohn des Musikers Romane, begann mit zehn Jahren Gitarre zu spielen. Zunächst stilistisch von Django Reinhardt beeinflusst, bezog er später in seine Musik Elemente des amerikanischen Jazz und des Funk ein. Erste Aufnahmen entstanden um 2005, als er an dessen Album French Guitar mitwirkte, sodann mit Didier Lockwood auf dessen Album Pour Stéphane (2008). 2007 spielten Romane und Manetti das Album Pére et Fils ein, an dem Thomas Enhco und Marc-Michel Le Bévillon beteiligt waren. 2012 legte er unter eigenem Namen Why Note bei début vor, 2014 gefolgt von Groove Story (Label Bleu), mit Stéphane Guillaume und Didier Lockwood als Gastmusikern.
Mit seinem Vater und seinem Bruder Pierre, der gleichfalls Gitarre spielt, veröffentlichte Manetti 2013 das Album Guitar Family Connection. Im Duo mit dem Saxophonisten Baptiste Herbin entstand On Air (2023). Weiterhin arbeitete er mit Stochelo Rosenberg sowie Boulou und Elios Ferré.